# Карве (Вармінсько-Мазурське воєводство)
Карве (пол. Karwie, нім. Karwen) — село в Польщі, у гміні Мронгово Мронґовського повіту Вармінсько-Мазурського воєводства.
Населення — 313 осіб (2011).

## Демографія
Демографічна структура станом на 31 березня 2011 року:
|          | Загалом | Допрацездатний вік | Працездатний вік | Постпрацездатний вік |
| -------- | ------- | ------------------ | ---------------- | -------------------- |
| Чоловіки | 151     | 37                 | 104              | 10                   |
| Жінки    | 162     | 40                 | 105              | 17                   |
| Разом    | 313     | 77                 | 209              | 27                   |